# كايا بكر
كايا بكر  (بالتركية: Kaya Peker)‏ مواليد 2 أغسطس 1980، هو لاعب كرة سلة تركي بدأ مسيرته الاحترافية في سنة 1996 يلعب مع فريق نادي طرابزون سبور في الدوري التركي لكرة السلة. يبلغ طوله 6 قدم 10 بوصة (2.1 م).

## فرق لعب لها
- ساسكي باسكونيا
- فنربخشة لكرة السلة
- طرابزون سبور لكرة السلة

## الميداليات
| الميدالية | المسابقة                         |
| --------- | -------------------------------- |
| فضية      | بطولة أمم أوروبا لكرة السلة 2001 |

## روابط خارجية
- كايا بكر على موقع الاتحاد الدولي لكرة السلة (الإنجليزية)
- كايا بكر على موقع الدوري الأوروبي لكرة السلة (الإنجليزية)
- كايا بكر على موقع الدوري الإسباني لكرة السلة (الإسبانية)
- كايا بكر على موقع كرة السلة الأوروبية.كوم (الإنجليزية)
- كايا بكر على موقع ريلجم (الإنجليزية)
- كايا بكر على موقع بروبوليرز (الإنجليزية)
- كايا بكر على موقع سبورتس رفرنس (الإنجليزية)